# Tauscha (Penig)
Tauscha ist eine Ortschaft der Stadt Penig im sächsischen Landkreis Mittelsachsen.

## Lage
Das Waldhufendorf Tauscha grenzt an den südlichen Stadtrand von Penig und liegt an der A 72 nahe den Anschlussstellen Penig im Norden und Niederfrohna im Süden. Chemnitz liegt rund 15 km südöstlich. Tauscha liegt südlich der Zwickauer Mulde direkt an der Grenze der Kreise Mittelsachsen und Zwickau.

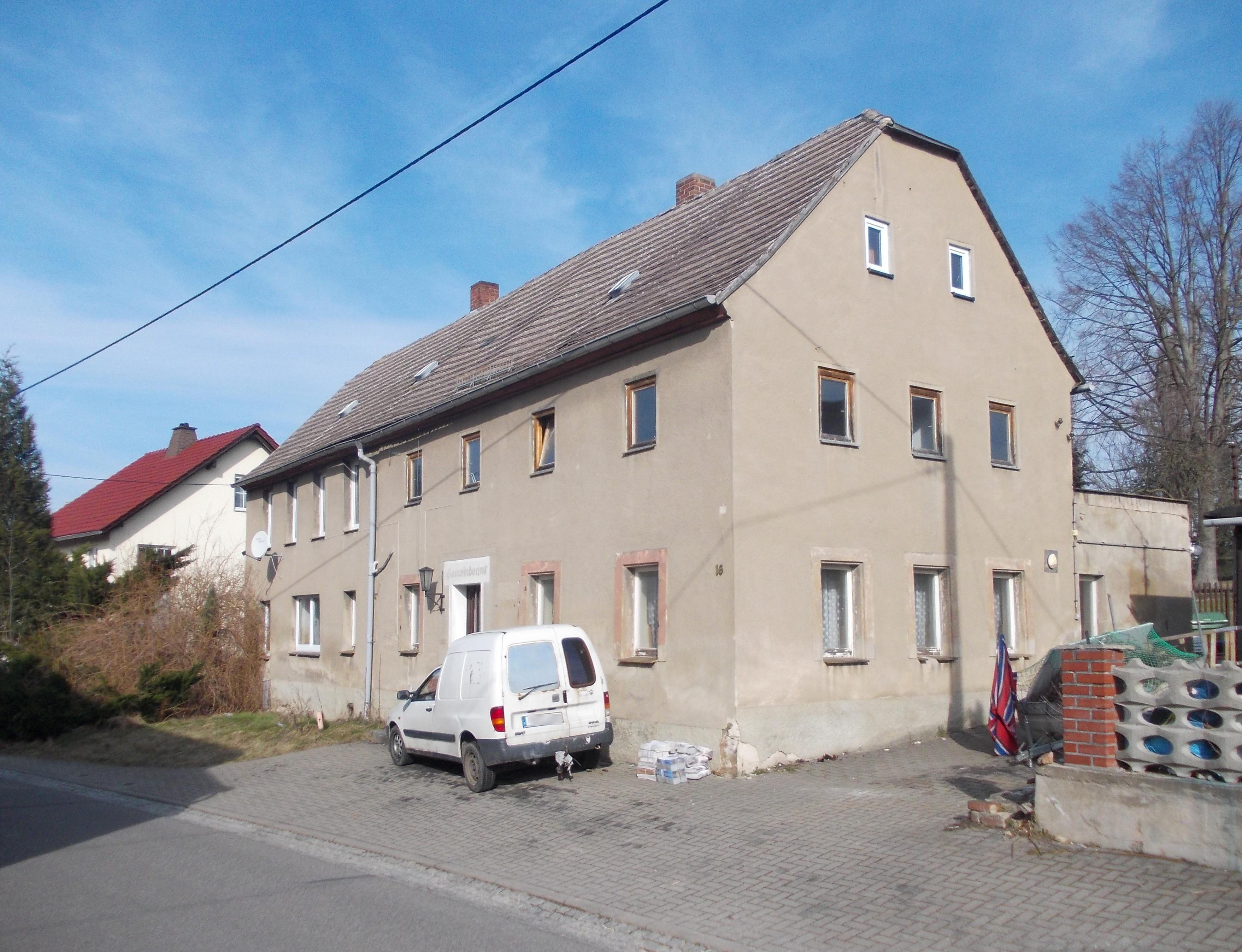
Bis 1999 das Gemeindeamt von Tauscha

## Geschichte
Erstmals erwähnt wurde Tauscha spätestens 1357 als Tuschin. Spätere Nennungen sind Tusche (1366, 1436), Tausche (1485), Tausch (1515), Tauschaw (1551), Dauscha (1580) und Tauscha b. Penig (1875). Das Dorf ist seit jeher nach Penig gepfarrt und gehörte entsprechend seiner Lage zum Amt Penig, dem Amt Rochlitz (1843), dem Gerichtsamt Penig, der Amtshauptmannschaft und dem Landkreis Rochlitz sowie von 1994 bis 2008 zum Landkreis Mittweida bis dieser im heutigen Landkreis aufging.
Tauscha war ein Bauerndorf. Zum 5. September 1886 wurde eine örtliche Freiwillige Feuerwehr eingerichtet, der heute hauptsächlich das Freibad als Löschwasserentnahmestelle dient. Zum 1. Januar 1999 wurde Tauscha nach Penig eingemeindet. Das Gewerbegebiet Penig/Tauscha liegt direkt nördlich der Ortslage.
| Jahr          | 1551                           | 1764                          | 1834 | 1871 | 1890 | 1910 | 1925 | 1939 | 1946 | 1950 | 1964 | 1990 |
| ------------- | ------------------------------ | ----------------------------- | ---- | ---- | ---- | ---- | ---- | ---- | ---- | ---- | ---- | ---- |
| Einwohnerzahl | 17 besessene Mann, 34 Inwohner | 21 besessene Mann, 17 Häusler | 372  | 588  | 648  | 735  | 770  | 790  | 939  | 694  | 737  | 619  |

1925 waren 723 Einwohner Lutheraner, einer war Katholik und 46 waren andersgläubig.